# 坦塔拉區
坦塔拉區（西班牙語：Distrito de Tantara），是秘魯的一個區，位於該國中南部萬卡韋利卡大區的卡斯特羅維雷納省，始建於1921年1月12日，面積113.01平方公里，海拔高度2,882米，2005年人口727，人口密度每平方公里6.4人。